# Småfrankenia
Småfrankenia (Frankenia pulverulenta) är en frankeniaväxtart som beskrevs av Carl von Linné. Enligt Catalogue of Life ingår Småfrankenia i släktet frankenior och familjen frankeniaväxter, men enligt Dyntaxa är tillhörigheten istället släktet frankenior och familjen frankeniaväxter. Arten förekommer tillfälligt i Sverige, men reproducerar sig inte.

## Underarter
Arten delas in i följande underarter:
- F. p. florida
- F. p. florida
- F. p. grandifolia